# Karl Addicks
Karl-Karl Addicks (* 31. Dezember 1950 in Amberg) ist ein deutscher Politiker (bis 2019 FDP/DPS). Er war von 2004 bis 2009 Mitglied des Deutschen Bundestages.

## Leben und Beruf
Nach dem Abitur 1969 in Kleve studierte Addicks zunächst Biologie und Chemie und anschließend Humanmedizin an der Universität des Saarlandes und der Universität Hamburg. 1979 legte er das Staatsexamen ab. Ab 1979 arbeitete er als Assistenzarzt in den klinischen Grundlagenfächern in öffentlichen Krankenhäusern in Hamburg (UKE, AKB, AK St.Georg) und im Saarland. Addicks ist Facharzt für Allgemeinmedizin und Tropenmedizin. 1981 war er neun Monate Schiffsarzt auf einem Segelschiff (Atlantiküberquerung), 1982/83 bereiste er neun Monate Südostasien und bekam so erste Eindrücke von Entwicklungsländern. Von 1987 bis 1997 war er als Baustellenarzt bei Staudamm-, Pipeline-, Flughafen- und anderen Infrastrukturprojekten in Nigeria, im Irak und in der Volksrepublik China tätig; dadurch bekam er tiefe Einblicke in die Probleme von Entwicklungsländern. 1994 wurde er an der RWTH Aachen mit der Dissertationsschrift Epidemiologische Untersuchung an Kindern in Griechenland über die Belastung mit Arsen, Blei und Quecksilber zum Dr. med. promoviert. Von 1997 bis 1999 war er Ärztlicher Leiter eines Krankenhausprojekts in Ifrane (Marokko). Von 2000 bis 2002 arbeitete er in der Telefonberatung für Reisemedizin und war in eigener Praxis niedergelassen. Von 2002 bis 2003 war er Leiter eines Entwicklungshilfeprojektes der Deutschen Gesellschaft für Technische Zusammenarbeit (GTZ) in Marrakesch. Als Mitglied im Kuratorium der Hilfsorganisation CARE Deutschland engagiert er sich weiterhin für Entwicklungszusammenarbeit. Nach der Invasion Kuwaits durch den Irak 1990 wurde Addicks 3 Monate lang als Geisel festgehalten. Dies führte zu seinem Entschluss, sich für den Fall seiner Befreiung politisch zu engagieren. Karl Addicks lebt in Saarbrücken; er ist verheiratet und Vater dreier Söhne.

## Partei
Von 1989 bis 2019 war er Mitglied der FDP. Von 2000 bis 2009 gehörte er dem Vorstand des FDP-Kreisverbandes Saarbrücken-Stadt an und war Mitglied des Landesvorstandes. Von 2012 bis 2014 gehörte er dem Vorstand des OV Saarbrücken St. Johann-Nord an.

## Abgeordneter
Am 1. November 2004 rückte Addicks für den ausgeschiedenen Abgeordneten Christoph Hartmann in den Deutschen Bundestag nach. Hier wurde er Obmann der FDP im Petitionsausschuss und stellvertretendes Mitglied im Ausschuss für wirtschaftliche Zusammenarbeit und Entwicklung. 2005 wurde er als Spitzenkandidat der FDP Saar erneut in den Deutschen Bundestag gewählt. Er war seitdem Sprecher der FDP-Bundestagsfraktion für Entwicklungszusammenarbeit. Karl Addicks ist stets über die Landesliste des Saarlandes in den Bundestag eingezogen. Sein Heimatwahlkreis ist Saarbrücken. Addicks kandidierte zwar am 6. Dezember 2008 erneut als Spitzenkandidat der FDP Saar zur kommenden Bundestagswahl 2009, unterlag hierbei jedoch dem Vorsitzenden der Jungen Liberalen Saar, Oliver Luksic. Einen Skandal gab es, als Addicks 2006 mit dem palästinensischen Hamas-Minister Atef Adwan zu einem informellen Gespräch zusammentraf.
Addicks engagiert sich vor allem in der Gesundheitsproblematik der Entwicklungsländer, hier vor allem im Bereich von Malaria, AIDS, Tuberkulose und tropischen Armutskrankheiten und in Grundfragen der Entwicklungspolitik.